# 996 munkaidő-rendszer
A 996 munkaidő-rendszer a Kínai Népköztársaságban általánosan alkalmazott gyakorlati munkarend. Neve abból származik, hogy a munkavállalók heti 6 napon 9:00 és 21:00 között dolgoznak; vagyis hetente 72 órát. A kritikusok azt állítják, hogy a 996 munkaidő-rendszer nyilvánvalóan megsérti a kínai törvényeket.
2019 márciusában egy a 996 elleni tiltakozást indítottak.

## Háttér
A túlórázás kultúrája hosszú történelemmel rendelkezik Kínában, a termelési sebesség és a költségcsökkentés végett. A társaságok a túlórázás ösztönzése érdekében számos intézkedést alkalmaznak, például taxidíj visszatérítést.

### A vonatkozó jogszabályok
A Kínai Népköztársaság munkajogi törvénye kimondja: 
 4. fejezet 36. cikk Az állam olyan munkaidő-rendszert alkalmaz, amelyben a munkások napi legfeljebb nyolc órán át, hetente átlagosan legfeljebb 44 órát dolgozhatnak.
41. cikk A munkáltató a szakszervezettel és a munkásokkal folytatott konzultációt követően meghosszabbíthatja a munkaidőt a termelés vagy a vállalkozások igényei miatt. A meghosszabbítandó munkaidő általában nem haladhatja meg a napi egy órát, vagy a három órát, amennyiben ezt a meghosszabbítást különleges okokból indokolták, és azzal a feltétellel, hogy a munkások fizikai egészsége garantált legyen. . A meghosszabbítandó munkaidő azonban semmilyen esetben sem haladhatja meg a havi 36 órát.
44. cikk A munkáltató az alábbi esetekben a következő normák szerint nagyobb fizetést fizet a dolgozóknak, mint a rendes munka esetén:
(1) A túlóra bére nem lehet kevesebb, az alapbér 150%-ánál; (2) nem lehet kevesebb a 200%-ánál, ha utólag nem lehet megszervezni a pihenőnapot. (3) nem lehet kevesebb a 300%-ánál, ha a munkásokat törvényes ünnepnapokon kérik túlórára.
12. fejezet 90. cikk Ha a munkáltató meghosszabbítja a munkaidőt, e törvény rendelkezéseinek megsértésével, a munkaügyi igazgatási szervek figyelmeztetést adhatnak, utasíthatják korrekciók elvégzésére, és pénzbírságot szabhatnak ki.
91. cikk A munkavállalók törvényes jogait és érdekeit sértő munkáltatót a munkaügyi közigazgatási szervezeti egységek kötelezik a munkavállalók bérjövedelmének pótlására, és akár kártérítés fizetésére is. 

## 996-os munkaidő-rendszert alkalmazó vállalatok

### 58.com
2016 szeptemberében az 58.com minősített hirdetési webhely hivatalosan bejelentette, hogy elfogadta a 996 munkaidő-rendszert, mely társadalmi kritikát váltott ki. A vállalat azt válaszolta, hogy a 996-os rendszer csak támogatott lesz, nem kötelező gyakorlat.

### JD.com
Miután az 58.com 996-os ütemtervét nyilvánosságra hozták, a JD.com alelnöke Gang He belső e- mailje kiszivárgott az interneten, amelyben felszólították a JD.com menedzsment csoportját, hogy vezesse be a 996 munkaidő-rendszert apránként.
2019. március 15-én a JD.com egyik alkalmazottja azt állította, hogy egyes részlegek megkezdték a 995 ütemterv bevezetését (9-től 9-ig, de hetente öt nap). A jelentést követően a JD.com PR- osztálya bejelentette, hogy a túlórázás nem kötelező.
Richard Liu, a társaság alapítója a munkarendre panaszkodókat "naplopónak" minősítette.

### Youzan
2019. január 19-én a Maimai szociális platform bemutatta a közvéleménynek a Youzan egyik alkalmazottját, aki kijelentette, hogy felügyelőjük bevezette a 996-ot. Hangzhou Xihu körzet Munkafelügyeleti Csoportja bejelentette, hogy a társaság vizsgálat alatt áll.

### Mások
Legalább 40 vállalat, köztük a Huawei és az Alibaba Group,  is bevezette a 996 munkaidő-rendszert vagy még intenzívebb alternatívákat.

## Fordítás
- Ez a szócikk részben vagy egészben  a(z)   996 working hour system című angol Wikipédia-szócikk ezen változatának fordításán alapul.  Az eredeti cikk szerkesztőit annak laptörténete sorolja fel. Ez a jelzés csupán a megfogalmazás eredetét és a szerzői jogokat jelzi, nem szolgál a cikkben szereplő információk forrásmegjelöléseként.